# Culture Beat
Culture Beat est un groupe d'Eurodance, allemand créé en 1989 à Francfort par Torsten Fenslau. Il a vendu plus de 10 millions de disques à travers le monde.
Le groupe a connu de nombreux changements de line-up au fil des années. Il a remporté ses plus grands succès avec la chanteuse Tania Evans et le rappeur Jay Supreme. Leur single Mr. Vain, sorti en 1993 a été numéro un dans onze pays européens, et il a vendu plus de 10 millions de disques dans le monde.

## Biographie
Lorsqu'il décide de fonder Culture Beat avec ses amis Jens Zimmermann et Peter Zweier, Torsten Fenslau exerce l'activité de disc jockey au Dorian Gray, une discothèque de Francfort.

### 1989 - 1992
Le premier single du groupe, Der Erdbeermund (1989), est remarqué en Allemagne et en Angleterre. Si l'opus est originellement interprété en allemand par Jo Van Nelsen,  un chanteur de cabaret, il existe également des versions anglaise et française intitulées respectivement Cherry Lips (1989) et Les Lèvres Cerises (1990).
Peu de temps après, Torsten Fenslau recrute le rappeur américain Jay Supreme et la chanteuse allemande Lana Earl. Cette formation vocale connait un grand succès en Hollande, Finlande et Canada grâce aux titres I Like You (1990) et No Deeper Meaning (1991). Ces débuts prometteurs sont toutefois minorés par l'échec commercial de Horizon (1991), le premier album de Culture Beat.

### 1993 - 1994
Au début de l'année 1993, la chanteuse britannique Tania Evans remplace Lana Earl.
Le premier single du duo Tania Evans/Jay Supreme, Mr. Vain (janvier 1993), accède à la première place des charts de 13 pays (Australie, Allemagne, Italie, Angleterre...). Avec quelque 4,5 millions d'exemplaires vendus dans le monde (meilleure vente de single en Europe pour l'année 1993), ce titre demeure à ce jour le plus grand hit de Culture Beat.
La consécration internationale du groupe se confirme avec l'album Serenity (juin 1993), lequel LP s'écoule à plus de 2 millions de copies et se classe dans le top 10 des ventes d'albums en Autriche, Allemagne, Australie, Suisse, Suède et Norvège.
À l'instar de Mr. Vain, les singles Got To Get It (septembre 1993) et Anything (décembre 1993) atteignent le top 5 des ventes de disque en Irlande, Allemagne, Angleterre, Pays-Bas, Suède, France et Autriche. Le quatrième et dernier extrait de Serenity, World In Your Hands (mars 1994), connait un moindre succès. Il parvient toutefois dans le top 10 des charts finlandais et néerlandais.
Le 6 novembre 1993, Torsten Fenslau décède dans un accident de voiture à Messel (district de Darmstadt, Allemagne). Il avait 29 ans. Son frère, Frank Fenslau, devient le nouveau leader de Culture Beat.
Une compilation intitulée The Remix Album est commercialisée en 1994.

### 1995 - 1996
Avec l'aide de Peter Gräber, Frank Fenslau réalise le troisième album de Culture Beat, Inside Out (Novembre 1995). Bien que les voix soient assurées par Tania Evans et Jay Supreme, l'opus ne rencontre pas la même fortune que Serenity. Il obtient cependant des scores de ventes honorables en Allemagne, Autriche, Finlande et Suisse.
En se positionnant dans le top 10 des charts allemands, autrichiens et finlandais, les singles Inside Out (Novembre 1995), Crying In The Rain (février 1996) et Take Me Away (juin 1996) assurent la promotion du LP.
Tania Evans et Jay Supreme reprennent Under Pressure de Queen pour l'album hommage Queen Dance Traxx 1 (1996).

### 1997 - 1999
En 1997, Frank Fenslau décide de remplacer Tania Evans par Kim Sanders. La nouvelle chanteuse d'origine britannique s'est fait connaître en France avec les singles Show Me (1993), Ride (1994) et Tell Me That You Want Me (1994). Peu après Tania Evans, Jay Supreme quitte le groupe en plein enregistrement de Metamorphosis (juin 1998), ultime album en date de Culture Beat. Ce dernier ne retient l'attention du public qu'en Allemagne.
Les singles Pay No Mind (1998) et Rendez-Vous (1998) connaissent un succès mineur en Allemagne et en Autriche.
La collaboration de Kim Sanders au sein de Culture Beat prend fin en 1999.

### 2001 - ...
La chanteuse britannique Jacky Sangster intègre Culture Beat deux ans après le départ de Kim Sanders. Son premier single, Insanity (2001), passe inaperçu en Europe mais est n°1 en Israël.
Afin de commémorer les dix ans de Mr. Vain, une nouvelle version intitulée Mr. Vain Recall est interprétée par Jacky Sangster. Le single entre dans le top 10 des ventes de disques en Allemagne et en Autriche. Il est le dernier hit en date de Culture Beat.
Un Best Of (2003) regroupe les plus grands succès du groupe.
Le single Your Love (mai 2008) et la compilation The Loungin' Side Of Culture Beat (janvier 2013) constituent les dernières actualités de Culture Beat.

## Membres

### Vocaux
- Lana Earl (1989 - 1993)
- Tania Evans (1993 - 1997)
- Kim Sanders (1997 - 1999)
- Jacky Sangster (2001 - ...)
- Jay Supreme (1989 - 1997)
- Jo van Nelsen (1989)

### Musique et production
- Frank Fenslau (1993 - ...)
- Torsten Fenslau (1989 - 1993)
- Peter Gräber (1993 - ...)
- Juergen Katzmann (1989 - 1995)
- Jens Zimmermann (1989 - 1995)
- Peter Zweier (1989 - 1994)

## Albums

### "Horizon"
- CD Album (1991 - Europe)

1. "Horizon" - 9:10
2. "It's Too Late" - 6:04
3. "The Hyped Affect" - 6:00
4. "Tell Me That You Wait" - 4:19
5. "Black Flowers" - 5:46
6. "I Like You" - 3:59
7. "No Deeper Meaning" - 6:01
8. "Serious" - 5:16
9. "Der Erdbeermund" - 4:05
10. "One Good Reason" - 5:10
11. "Tell Me That You Wait" [Airdrome Club Mix] - 8:28
12. "Horizon" [Reprise] - 5:27

- CD Album (1991 - Japon)

1. "Horizon" - 9:10
2. "It's Too Late" - 6:04
3. "The Hyped Affect" - 6:00
4. "Tell Me That You Wait" - 4:19
5. "Black Flowers" - 5:46
6. "I Like You" - 3:59
7. "No Deeper Meaning" - 6:01
8. "Serious" - 5:16
9. "Der Erdbeermund" - 4:05
10. "One Good Reason" - 5:10
11. "Tell Me That You Wait" [Airdrome Club Mix] - 8:28
12. "Horizon" [Reprise] - 5:27
13. "I Like You" [Zulu Mix] - 7:10

- CD Album (1991 - USA et Canada)

1. "I Like You" [London Remix] - 6:30
2. "The Hyped Affect" - 6:00
3. "Cherry Lips (Der Erdbeermund)" - 4:03
4. "Tell Me That You Wait" - 4:19
5. "Black Flowers" - 5:46
6. "No Deeper Meaning" - 6:01
7. "One Good Reason" - 5:10
8. "Serious" - 5:16
9. "It's Too Late" - 6:04
10. "Horizon" - 9:10
11. "Tell Me That You Wait" [Remix] - 8:28
12. "Cherry Lips (Der Erdbeermund)" [Remix] - 8:05

- LP Album (1991 - Europe)

1. "Horizon" - 9:10
2. "It's Too Late" - 6:04
3. "The Hyped Affect" - 6:00
4. "Tell Me That You Wait" - 4:19
5. "Black Flowers" - 5:46
6. "I Like You" - 3:59
7. "No Deeper Meaning" - 6:01
8. "Serious" - 5:16
9. "Der Erdbeermund" - 4:05

- LP Album (1991 - USA)

1. "I Like You" [London Remix] - 6:30
2. "The Hyped Affect" - 6:00
3. "No Deeper Meaning" - 6:01
4. "Horizon" - 6:22
5. "Tell Me That You Wait" - 4:19
6. "Serious" - 6:14
7. "Black Flowers" - 5:46
8. "Cherry Lips" - 4:03
9. "It's Too Late" - 6:04

### "Serenity"
- CD Album (1993 - Allemagne)

1. "Serenity" [Prolog] - 2:16
2. "Mr. Vain" - 5:37
3. "Got To Get It" - 5:21
4. "World In Your Hands" - 5:33
5. "Adelante!" - 5:38
6. "Rocket To The Moon" - 5:47
7. "Anything" - 6:24
8. "Key To Your Heart" - 4:09
9. "The Other Side Of Me" - 4:52
10. "The Hurt" - 4:15
11. "Mother Earth" - 6:11
12. "Serenity" [Epilog] - 7:51
13. "Id Tania" - 0:06
14. "Id Jay" - 0:09

- LP Album (1993 - Allemagne)

1. "Serenity" [Prolog] - 2:16
2. "Mr. Vain" - 5:37
3. "Got To Get It" - 5:21
4. "World In Your Hands" - 5:33
5. "Adelante!" - 5:38
6. "Rocket To The Moon" - 5:47
7. "Anything" - 6:24
8. "Key To Your Heart" - 4:09
9. "The Other Side Of Me" - 4:52
10. "The Hurt" - 4:15
11. "Mother Earth" - 6:11
12. "Serenity" [Epilog] - 7:51

- CD Album (1993 - Australie)

1. "Serenity" [Prolog] - 2:16
2. "Mr. Vain" - 5:37
3. "Got To Get It" - 5:21
4. "World In Your Hands" - 5:33
5. "Adelante!" - 5:38
6. "Rocket To The Moon" - 5:47
7. "Anything" - 6:24
8. "Key To Your Heart" - 4:09
9. "The Other Side Of Me" - 4:52
10. "The Hurt" - 4:15
11. "Mother Earth" - 6:11
12. "Serenity" [Epilog] - 7:51
13. "Id Tania" - 0:06
14. "Id Jay" - 0:09
15. "Mr. Vain" [Mr. Trance] - 6:22
16. "Got To Get It" [Raw Deal Mix] - 5:34
17. "No Deeper Meaning" [Airplay Single Edit] - 4:00
18. "I Like You" [London Mix] - 6:53
19. "Cherry Lips" [Magic Mix] - 6:57
20. "Tell Me That You Wait" [Airline Mix] - 8:30
21. "No Deeper Meaning" [Technology Mix] - 6:38

### "Inside Out"
- CD Album (1995 - Europe)

1. "Intro" - 2:24
2. "Walk The Same Line" - 5:58
3. "Get It Right" - 4:10
4. "Troubles" - 5:27
5. "Nothing Can Come..." - 4:53
6. "Take Me Away" - 5:23
7. "Miracle" - 5:34
8. "Inside Out" - 5:54
9. "Crying In The Rain" - 4:35
10. "Do I Have You?" - 5:29
11. "Under My Skin" - 4:58
12. "Worth The Wait" - 5:06
13. "In The Mood" - 5:32
14. "Inside Out" [Not Normal Mix] - 2:27

### "Metamorphosis"
- CD Album (1998 - Europe)

1. "Pay No Mind" - 4:05
2. "You Belong " - 5:03
3. "Faith In Your Heart" - 5:16
4. "Blue Skies" - 5:54
5. "Rendez-Vous" - 4:10
6. "Guardian Angel" - 3:51
7. "Electrify Me" - 3:53
8. "Pray For Redemption" - 4:45
9. "This Is My Time" - 4:57
10. "Do You Really Know" - 3:56
11. "Language Of Love" - 4:37
12. "Metamorphosis" - 9:08
13. "The Hit-Medley" - 9:13

- CD Album (1998 - Allemagne)

1. "Pay No Mind" - 4:05
2. "You Belong " - 5:03
3. "Faith In Your Heart" - 5:16
4. "Blue Skies" - 5:54
5. "Rendez-Vous" - 4:10
6. "Guardian Angel" - 3:51
7. "Electrify Me" - 3:53
8. "Pray For Redemption" - 4:45
9. "This Is My Time" - 4:57
10. "Do You Really Know" - 3:56
11. "Language Of Love" - 4:37
12. "Metamorphosis" - 9:08

## Compilations

### "The Remix Album"
- CD Compilation (1994 - Europe)

1. "Der Erdbeermund" [Get Into Magic Mix] - 8:09
2. "No Deeper Meaning" [Technology Mix] - 4:04
3. "I Like You" [Zulu-Mix] - 7:08
4. "Tell Me That You Wait" [First Class Mix] - 7:30
5. "Mr. Vain" [Mr. House] - 6:18
6. "Got To Get It" [Hypnotic Mix] - 7:17
7. "Anything" [Trancemix] - 6:30
8. "World In Your Hands" [MKM's Danish Flex Mix] - 6:23
9. "Adelante!" [MKM's Danish Flex Mix] - 6:30
10. "Adelante!" [Butcher Mix] - 7:57
11. "DMC...Megamix" (Vorsprung Durch Culture Beat - A Tribute To Torsten Fenslau) - 6:33

### "Best Of Culture Beat"
- CD Compilation (2003 - Allemagne)

1. "Serenity" [Prolog] - 2:16
2. "Mr. Vain" [Album Version] - 5:37
3. "Got To Get It" [Album Version] - 5:21
4. "Anything" [Album Version] - 6:24
5. "World In Your Hands" [Album Version] - 5:33
6. "Walk The Same Line" [Album Version] - 5:58
7. "Inside Out" [Album Version] - 5:54
8. "Take Me Away" [Album Version] - 5:23
9. "Crying In The Rain" [Album Version] - 4:35
10. "Pay No Mind" [Album Version] - 4:05
11. "Rendez-Vous" [Album Version] - 4:10
12. "I Like You" [Album Version] - 3:57
13. "No Deeper Meaning" [Album Version] - 6:00
14. "Der Erdbeermund" [Album Version] - 4:03
15. "DMC... Megamix [Vorsprung Durch Culture Beat - A Tribute To Torsten Fenslau] - 6:33

### "The Loungin' Side Of Culture Beat"
- CD Compilation (2013 - Allemagne)

1. "Crying In The Rain" [Not Normal Mix / Special Acoustic Version] - 3:30
2. "Inside Out" [Not Normal Mix] - 2:29
3. "Rendez-Vous" [Jazz Version / Not Normal Mix] - 3:55
4. "Faith In Your Heart" [Album Version] - 5:16
5. "Pay No Mind" [Not Normal Mix / String Version] - 3:57
6. "You Belong" [Unplugged / Not Normal Mix] - 3:14
7. "Electrify Me" [Album Version] - 3:53
8. "Take Me Away" [Special A Cappella Version / Not Normal Mix] - 3:23
9. "Guardian Angel" [Album Version] - 3:51
10. "Walk The Same Line" [Not Normal Mix Classical Mix] - 2:53
11. "Metamorphosis" [Album Version] - 9:08
12. "Cherry Lips" [Instrumental Magic] - 8:18
13. "Language Of Love" [Album Version] - 4:37

## Singles

### "Der Erdbeermund" / "Cherry Lips" / "Les Lèvres Cerises"
- "Der Erdbeermund" - Vinyl 12" (1989 - Europe)

1. Get Into Magic Mix - 8:09
2. Instrumental Magic - 8:09

- "Der Erdbeermund" - Vinyl 7" (1989 - Europe)

1. German 7" Edit - 4:05
2. Instrumental - 4:05

- "Der Erdbeermund" - Vinyl 12" (1989 - Allemagne)

1. Magic Remix - 6:55
2. Magic Intro Mix - 8:05

- "Les Lèvres Cerises / Cherry Lips" - Vinyl 12" (1990 - Allemagne)

1. French Version - 8:07
2. English Version - 8:10

- "Cherry Lips" - CD Maxi-Single (1990, USA)

1. Instrumental - 4:05
2. Extended Instrumental - 7:00
3. English Version - 8:10
4. Magic Vocal-German - 8:09

### "I Like You"
- Vinyl 12" (1990 - Europe)

1. London Mix - 6:37
2. Smoking Mix - 6:58

- Vinyl 12" - Remix (1990 - Allemagne)

1. Zulu Mix - 7:05
2. Jungle-Edit - 6:20

- Vinyl 7" (1990 - Europe)

1. Single Version - 3:58
2. Instrumental - 3:58

### "No Deeper Meaning"
- CD Maxi-Single (1991 - Allemagne)

1. 51 West 52 Street Mix - 6:55
2. Technology Mix - 6:38
3. Departure Mix - 1:58

- CD Maxi-Single (1991 - Australie)

1. Club Mix - 6:40
2. House Mix - 7:00
3. Airplay Single Mix - 4:00
4. 51 West 52nd Street Mix - 6:55
5. Technology Mix - 6:38
6. LP Version - 6:00

- Vinyl 7" (1991 - Europe)

1. Airplay Mix - 4:00
2. Beat Mix - 4:00

### "Tell Me That You Wait"
- Vinyl 12" (1990 - Allemagne)

1. First Class Mix - 7:30
2. Business Class Mix - 7:23
3. Single Version - 4:06
4. Airdrome Club Mix - 8:25
5. Airline Mix - 8:30

- Vinyl 7" (1990 - Europe)

1. Flying Radio Mix - 4:15
2. Check In Time Mix - 4:10

- CD Maxi-Single - The Remixes (1991 - Allemagne)

1. First Class Mix - 7:30
2. Business Class Mix - 7:23
3. Economy Class Mix - 4:37

### "Mr. Vain"
- CD Maxi-Single (1993 - Allemagne)

1. Decent Mix - 7:06
2. Vain Mix - 6:35
3. Special Radio Edit - 4:17

- CD Maxi-Single - Remix (1993 - Allemagne)

1. Mr. House - 6:18
2. Mr. Rave - 6:42
3. Mr. Trance - 6:20
4. Mr. Hardcore - 6:38

- CD Maxi-Single (1993 - USA)

1. Radio Edit - 4:17
2. Intense Radio Edit - 3:52
3. Vain Mix - 6:35
4. Mr. Intense - 5:28
5. Mr. Hardcore - 6:38

- Vinyl 12" (1993 - USA)

1. Vain Mix - 6:35
2. Mr. Club - 6:39
3. Mr. Intense - 5:28
4. Mr. Liebrand - 5:40
5. Mr. Hardcore - 6:38

### "Got To Get It"
- CD Maxi-Single (1993 - Europe)

1. Raw Deal Mix - 5:34
2. Club Mix - 6:01
3. Extended Album Mix - 6:39
4. Hypnotic Mix - 7:17
5. Radio Mix - 3:39

- CD Maxi-Single - Remix (1993 - Europe)

1. Funlab Mix - 6:35
2. Club To House Mix - 5:52
3. TNT Party Zone Mix - 5:40
4. Basic House Mix - 6:22
5. Last Minute Mix - 6:56
6. Radio Remix - 4:18

- Vinyl 12" (1994 - USA)

1. Raw Deal Mix - 5:34
2. Club To House Mix - 5:52
3. Hypnotic Mix - 7:17
4. Resolution Mix - 7:35

### "Anything"
- CD Maxi-Single (1993 - Europe)

1. Grosser Club Mix - 7:36
2. Introless - 6:11
3. Tribal House Mix - 6:30
4. Radio Converted - 3:56
5. MTV Mix - 4:35

- CD Maxi-Single - Remix (1994 - Europe)

1. Trancemix - 6:29
2. Not Normal Mix - 6:06
3. T'n't Partyzone Chicken Beat Mix - 5:26
4. Tribal - 6:09

- CD Maxi-Single (1994 - USA)

1. Radio Converted Mix - 3:56
2. Ralphi's Radio Remix - 3:40
3. TNT Party Zone Mix - 5:26
4. Ralphi's Anything You Want Mix - 6:00
5. "Culture Beat DMC Megamix" - 6:33

- Vinyl 12" (1994 - USA)

1. Album Version - 6:24
2. Ralphi's Club Mix W/O Rap - 7:03
3. TNT Party Zone Mix - 5:26
4. Ralphi's Anything You Want Mix - 6:00
5. Introless Mix - 6:11
6. SSL Main Mix - 6:35

### "World In Your Hands"
- CD Maxi-Single (1994 - Australie)

1. Radio Edit - 4:10
2. Tribal Mix - 6:58
3. Groovy Mix - 7:27
4. Extended Version - 7:32
5. Extended Album Version - 7:24

- CD Maxi-Single - Remix (1994 - Europe)

1. MKM's Danish Flex Mix - 6:23
2. M.S. Dance Mix - 6:11
3. Club In Trance-Mix - 7:08
4. Not Normal Mix - 7:35

### "Inside Out"
- CD Maxi-Single (1995 - Europe)

1. Radio Edit - 3:55
2. Extended Version - 5:56
3. Doug Laurent Mix - 5:48
4. Temple Of Light Mix - 6:50
5. Mikado Mix - 6:19
6. Transformed Brainstorm Mix - 7:57
7. Not Normal Mix - 2:29

- CD Maxi-Single - Remix (1995 - Europe)

1. Not Loveland Master Radio Edit 1 - 3:27
2. DNS Radio Mix - 3:50
3. Doug Laurent Euro Mix - 6:16
4. Felix Gauder Mix - 6:28
5. DNS Mix - 5:01
6. Private Area Mix - 7:42
7. Andrew Brix Good Vibes Mix - 7:52
8. DJ Tom & Norman Mix - 7:21
9. Kai McDonald Eternia Mix - 9:48
10. Quadriga Mix - 6:19
11. Not Loveland Master Mix 12" - 8:58
12. Extended Rapless Version - 6:04

- Vinyl 10" - Not Loveland Mixes (1995 - Allemagne)

1. Not Loveland Master Mix - 8:58
2. Not Loveland 'Shake Ya Dub - 7:59

- Vinyl 12" (1995 - Pays-Bas)

1. Laurent Euro Mix - 7:00
2. Kai McDonald Mix - 8:00

### "Crying In The Rain"
- CD Maxi-Single (1996 - Europe)

1. Radio Edit - 3:54
2. Extended Version - 5:38
3. Doug Laurent Mix - 6:09
4. Brainformed Mix - 6:58
5. Let The Love House 7" Mix - 3:52
6. Sweetbox Funky 7" Mix - 3:22
7. Not Normal Mix - 3:36
8. "Out Of Touch" - 4:08

- CD Maxi-Single - Remix (1996 - Europe)

1. Aboria Euro Radio Mix - 3:46
2. Temple Of Light Mix - 6:31
3. Celvin Rotane Mix - 6:58
4. Stonebridge & Nick Nice Club Mix - 8:10
5. Großer Club Mix - 7:58
6. Jim Clarke Mix - 5:36
7. Aboria Euro 12" Mix - 6:44

- CD Maxi-Single (1996 - Angleterre)

1. Radio Edit - 3:54
2. Extended Version - 5:38
3. Sweetbox Funky 12" - 7:13
4. Let The Love House 12" Mix - 7:01
5. Not Normal Mix - 3:36

### "Take Me Away"
- CD Maxi-Single (1996 - Europe)

1. Radio Edit - 3:55
2. Extended Mix - 6:59
3. Doom Mix - 6:02
4. Sweetbox Hotpants Mix - 6:02
5. Aboria Euro Mix - 6:11
6. Special A Capella Version (Not Normal Mix - 3:23
7. "Hamana"

- CD Maxi-Single - Remix (1996 - Allemagne)

1. M'N'S Gazelled Up Mix - 7:37
2. M'N'S Full On Vocal Mix - 6:59
3. GEDO Mix - 6:13
4. Doug Laurent Mix - 6:10
5. Tokapi's House Of Summer Mix - 5:34
6. Hard To Be Hip Mix - 5:54

- CD Maxi-Single (1997 - USA)

1. Radio Edit - 3:55
2. Aboria Euro Radio - 3:41
3. Sweetbox Hotpants Radio - 3:34
4. Extended Mix - 6:59
5. Aboria Euro Mix - 6:11
6. Sweetbox Hotpants Mix - 6:02
7. M'N'S Gazelled Up Mix - 7:37
8. Doug Laurent Mix - 6:10

### "Walk The Same Line"
- CD Maxi-Single (1996 - Europe)

1. Radio Edit - 3:56
2. Extended Version - 5:59
3. Euro Mix - 5:21
4. Mode 2 Joy Mix - 6:28
5. Not Normal Mix (Classical Mix) - 2:53
6. "Show You Heaven"

- CD Maxi-Single - Remix (1996 - Europe)

1. Aboria Mix - 6:22
2. Sweetbox Club Mix - 5:30
3. Perky Park Mix - 5:31
4. Classical House Mix - 6:12
5. Thors 66 Beat Mix - 5:18
6. Brainstorm Mix - 7:31

### "Pay No Mind"
- CD Maxi-Single (1998 - Europe)

1. Radio Edit - 3:41
2. Not Normal Mix (String Version) - 3:57
3. Extended Version - 5:19
4. DJ Taucher Remix - 7:59
5. Aboria GC Remix - 10:24
6. Ocean Pacific Remix - 4:31

### "Rendez-Vous"
- CD Maxi-Single (1998 - Allemagne)

1. Radio Edit - 3:55
2. Jazz Version (Not Normal Mix) - 3:55
3. Extended Version - 5:13
4. Saturday Night Mix - 6:09
5. Superstring Remix - 8:23
6. Superstring Short Edit - 4:03
7. B-Low Mix - 5:50

### "You Belong"
- CD Maxi-Single (1998 - Allemagne)

1. Radio Edit - 3:41
2. Unplugged (Not Normal Mix) - 3:14
3. The Eternal Groove Remix Radio Cut - 3:49
4. Superstring Remix Radio Cut - 4:04
5. The Eternal Groove Remix - 5:29
6. B-Flat Remix - 6:53
7. Superstring Remix - 7:18
8. "Have Yourself A Merry Little Christmas" - 3:24

### "Insanity"
- CD Maxi-Single (2001 - Angleterre)

1. Kay Cee Remix - 7:27
2. Culture Beat Club Remix - 8:44
3. Tom Novy Remix - 8:10
4. Der Poet Remix - 9:23
5. Album Version - 4:19
6. Culture Beat Club Edit - 3:49
7. Kay Cee Edit - 3:18

### "Mr Vain Recall"
- CD Maxi-Single (2003 - Allemagne)

1. Radio Edit - 3:30
2. Recall Mix - 6:05
3. C.J. Stone Mix With Rap - 7:22
4. "Obsession" (Short Cut) - 3:00
5. "Headbangers" - 3:00

- Vinyl 12" (2003 - Allemagne)

1. Recall Mix - 6:05
2. CJ Stone Mix - 6:42
3. Doug Laurent Mix - 6:34

### "Can't Go On Like This (No No)"
- CD Maxi-Single (2004 - Allemagne)

1. Video Mix - 3:17
2. CJ Stone Vocal Mix - 6:37
3. Massimo Nocito Mix - 7:10
4. CJ Stone Club Mix - 7:16

### "Your Love"
- CD Maxi-Single (2008 - Allemagne)

1. Radio Edit - 3:38
2. Club Edit - 4:03
3. D&K Edit - 3:40
4. Extended Mix - 6:05
5. Club Mix - 6:18
6. D&K Mix - 6:01

## Singles promotionnels et inédits

### "DMC...Megamix (Vorsprung Durch Culture Beat)"
- CD Single (1994 - Angleterre)

1. "DMC...Megamix (Vorsprung Durch Culture Beat)" - 6:33

### "Adelante!"
- Vinyl 12" (1994 - Allemagne)

1. "Adelante!" (Butcher Mix) - 7:57
2. "Adelante!" (MKM's Danish Flex Mix) - 6:30
3. "DMC-Megamix (Vorsprung Durch Culture Beat)" - 6:33

### "Mr. Vain (Remix)"
- CD Maxi-Single (1996 - Japon)

1. FM 802 Rock Kids 802 Mix - 4:25
2. Hyper Rave Mix - 5:32
3. Tribal Mix - 4:47
4. "Anything" - 6:26
5. Album Version - 5:39
6. "Culture Beat Mega Mix" - 6:38

### "Have Yourself A Merry Little Christmas"
- CD Single (1998 - Allemagne)

1. "Have Yourself A Merry Little Christmas" - 3:24

## Collaborations

### Hand In Hand For Children e.V. – "Children"
Avec les voix de Backstreet Boys, Boyzone, Captain Jack, Culture Beat, DJ Bobo, Fun Factory, Keksi & Die Falschen Freunde, Masterboy, Mr. President, Noble Savages, Rednex, Sashka, Worlds Apart
- CD Maxi-Single (1996 - Allemagne)

1. Radio Mix - 3:33
2. Airplay Mix - 4:03
3. Instrumental Version - 3:33
4. "Personal Statements Of Groups" - 5:25

### "Queen Dance Traxx I"
- CD Compilation (1996 - Angleterre et Europe)

1. Captain Jack - "Another One Bites The Dust" - 3:48
2. Scatman John - "The Invisible Man" - 3:26
3. Mr. President - "A Kind Of Magic" - 3:45
4. Ex-It - "I Want It All" - 3:52
5. Culture Beat - "Under Pressure" - 4:20
6. Worlds Apart - "I Was Born To Love You" - 3:48
7. Masterboy - "I Want To Break Free" - 3:24
8. Blossom - "Bicycle Race" - 4:39
9. Magic Affair - "Bohemian Rhapsody" - 6:34
10. E-Rotic - "Who Wants To Live Forever" - 6:22
11. U96 - "Flash's Theme" - 5:36
12. DJ Bobo - "Radio Ga Ga" - 3:47
13. Voice - "Scandal" - 3:45
14. Interactive - "We Will Rock You" - 4:32
15. Music Instructor - "Friends Will Be Friends" - 3:50
16. Acts United - "We Are The Champions" - 3:16